# Alfred Jonatan Kwak
Alfred Jonatan Kwak (jap. 小さなアヒルの大きな愛の物語 あひるのクワック Chiisana Ahiru no Ōkina Ai no Monogatari: Ahiru no Kwak; hol. Alfred Jodocus Kwak) – serial animowany produkcji japońsko-holenderskiej z udziałem innych autorów z krajów Beneluxu oraz Niemiec i Hiszpanii.

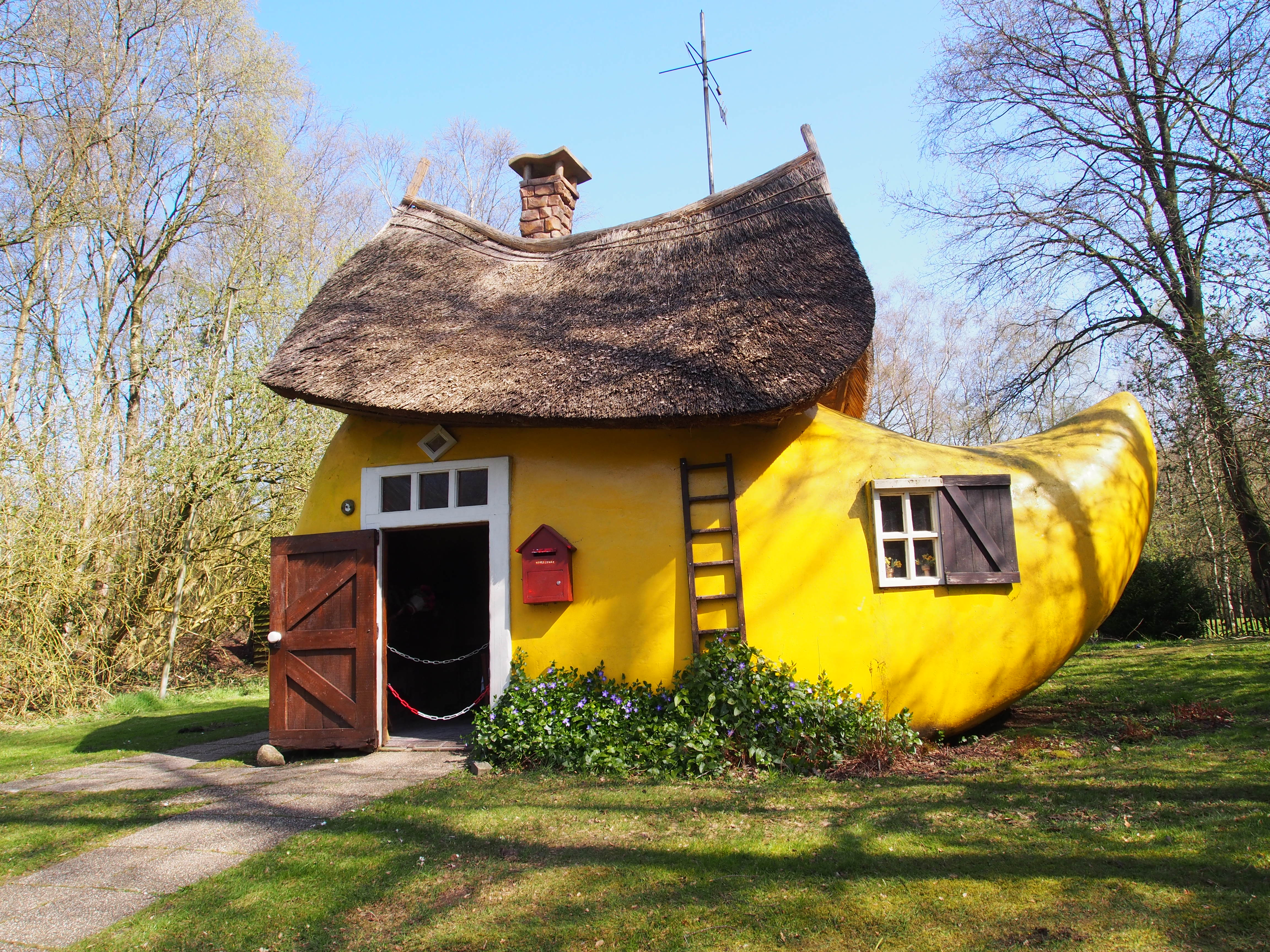
Dom Alfreda Jonatana Kwaka w Barger Compascuum.

Głównym bohaterem serialu jest kaczorek Alfred Jonatan Kwak. Gdy pod kołami rozpędzonego samochodu giną jego rodzice i rodzeństwo, malca adoptuje przyjaciel ojca – kret Henk. Serial podejmuje trudne tematy, takie jak nietolerancja, doping, czy apartheid, ale także podkreśla wartość przyjaźni i solidarności.
Na podstawie serialu powstała także seria komiksów, która była rozpowszechniana również w Polsce.

## Wersja polska
Serial pojawił się w Polsce po raz pierwszy 17 grudnia 1991 roku pod nazwą Przygody kaczorka Kwaka w Kinie Tik-Taka. W latach 1993-1994 nadawany był w ramach Wieczorynki pod nazwą Przygody kaczorka Jonatana Alfreda Kwaka z angielskim tłumaczeniem i polskim lektorem imitującym dubbing na kanale TVP1.
Opracowanie wersji polskiej: Telewizyjne Studia Dźwięków – Warszawa

Tekst: Joanna Klimkiewicz

Opowiadał: Henryk Talar

### Wersja VHS
- Dystrybutor VHS: Starling[4] (26 kaset po 2 odcinki)[5]

## Obsada głosowa
| Postać                       | Wersja japońska    | Wersja holenderska     | Wersja niemiecka   |
| ---------------------------- | ------------------ | ---------------------- | ------------------ |
| Alfred J. Kwak               | Megumi Hayashibara | Ryan van den Akker     | Ryan van den Akker |
| Henk                         | Kenichi Ogata      | Frits Lambrechts       | Klaus Sonnenschein |
| Winnie Wana                  | Yūko Kobayashi     | Ena Heese              | Susanna Bonaséwicz |
| Dolf                         | Shigeru Chiba      | Johnny Kraaykamp Jr.   | Andreas Mannkopff  |
| prof. Buffoon                | Takuzō Kamiyama    | Hermann van Veen       | Herbert Weicker    |
| Ollie                        | brak danych        | Doris Baaten           | Patrick Winczewski |
| Pikkie                       | brak danych        | Laura Vlasblom (młody) | Ghadah Al-Akel     |
| Pikkie                       | brak danych        | Fred Butter (dorosły)  | Ghadah Al-Akel     |
| król Franciszek Ferdynand II | brak danych        | Paul van Vliet         | Kan Tokumaru       |
| burmistrz Rokodyl            | brak danych        | Bram van der Vlugt     | Hans Teuscher      |
| Lispel                       | brak danych        | Bill van Dijk          | Wolfgang Spier     |

## Tytuł w innych wersjach językowych
- Alfred Jonathan Kwak (Wielka Brytania)
- Приключения Альфреда Квака (Priklyuchenia Alfreda Kwaka; Rosja)
- Niente paura, c'è Alfred! (Włochy)
- Rasmus Rap (Dania)
- آلفرد كواك (Alfred Quack, kraje arabskie)
- שאלתיאל קוואק (Sha’al’ti’el Quack; Izrael)
- Alfred Andreas Kvakk (Norwegia)
- Alfred Jeremias Kvack (Szwecja)
- Alfréd a kacsa (Węgry)
- Alfred Džonatan Kvak (Serbia)

## Lista odcinków

### Seria 1
- 1. Narodziny Kwaka[3] (Alfred Comes To Life)
- 2. Pierwsze urodziny Kwaka[6] (Alfred's First Birthday)
- 3. Królewski rubin[7] / Rubin z korony[8] (The Ruby Of The Crown)
- 4. Moim ojcem jest Henk[8] (My Father Is Henk)
- 5. Sekrety Dolfa / Tajemnice Dolfa (Dolf's Secret)
- 6. 'Pierwszy dzień wakacji (The Great Race)
- 7. Kwak został marynarzem / Wilki morskie[9] (Sea Scouts Part 1)
- 8. Szpieg na statku / Regaty[9] (Sea Scouts Part 2)
- 9. Dziwna butelka[4] / Tajemnicza butelka (The Strange Bottle)
- 10. Latający dywan[4] (Flying Carpet)
- 11. W cyrku[10] (Alfred Joins The Circus)
- 12. Gra w szachy[10] (Alfred's Chess Adventure)
- 13. Alfred odzyskuje koronę / Królewska korona (The Queen Loses Her Crown)
- 14. Kwak obrońcą ryb (Let's Find The Sawfish)
- 15. Morskie przygody Kwaka (Alfred's Perilous Voyage)
- 16. Misja specjalna Kwaka (The Search For The Whales)
- 17. Przyjaciele z kosmosu  (Visitors From Outer Space)
- 18. Krzyż południa  (The Southern Cross)
- 19. Nikt nie ma oceanu na własność (The Ocean Belong To All Of Us)
- 20. Kwak idzie na pustynię (Desert Dream)
- 21. Awantura na dworze króla (The King Takes A Loan)
- 22. Dolf zdrajcą (Dolf Is Justice)
- 23. Escape From The Crow Party
- 24. Emperor Dolf The First
- 25. The Decline And Fall Of Emperor Dolf
- 26. The Snowman

### Seria 2
- 27. Niezwykli goście (Love At First Sight)
- 28. A Gift From The King
- 29. Journey To At
- 30. A Turtle Island
- 31. Drilling For Oil
- 32. Atlantyda (They Come To Atlantis)
- 33. Kwak na Dzikim Zachodzie  (Gunfight At Tombstone)
- 34. Kwak wśród piramid  (The Riddle Of The Pyramid)
- 35. The Labyrinth
- 36. The Course Of True Love
- 37. An Invitation From The Prince
- 38. Love Unites
- 39. Rozkoszne pięcioraczki (Who Wants To Marry A Witch)
- 40. Na ratunek piramidom (The Stolen Pan)
- 41. The Volcano Erupts
- 42. Save The Dragon
- 43. Vote For Ollie
- 44. Dolf Takes A Chance
- 45. The Strange Epidemic
- 46. Clown On The Moon
- 47. The Magic Fiddle
- 48. How About A Game Of Golf
- 49. Looking For The Rainbow
- 50. Pot Of Gold
- 51. Forests Of Fuel?
- 52. Dolf's Last Stand